# Vanyarc, Nógrád
Vanyarc (în slovacă Vaňarec sau Veňarec) este un sat în districtul Pásztó, județul Nógrád, Ungaria, având o populație de 1.337 de locuitori (2011).

## Demografie
Componența etnică a satului Vanyarc
     Maghiari (74,38%)
     Slovaci (14,2%)
     Romi (10,59%)
     Alții (0,83%)
Componența confesională a satului Vanyarc
     Luterani (50,56%)
     Fără religie (2,99%)
     Necunoscută (45,7%)
     Alte religii (2,32%)
Conform recensământului din 2011, satul Vanyarc avea 1.337 de locuitori. Din punct de vedere etnic, majoritatea locuitorilor (74,38%) erau maghiari, existând și minorități de slovaci (14,2%) și romi (10,59%).  Din punct de vedere confesional, majoritatea locuitorilor (50,56%) erau luterani, cu o minoritate de persoane fără religie (2,99%). Pentru 45,7% din locuitori nu este cunoscută apartenența confesională.